# Frédéric Frégevize
Frédéric Frégevize, auch Fraigevise oder Frégevise (* 1770 in Genf; † 9. Oktober 1849 ebenda) war ein Schweizer Porträtmalerei-, Historien-, Landschafts- sowie Porzellan- und Miniaturmaler.

## Leben
In Genf befasste sich Frégevize mit der Emailmalerei. Ab 1804 studierte er in Berlin an der Akademie der Künste. Am 1. Juli 1809 wurde Frégevize bei der Königlichen Porzellan-Manufaktur Berlin (KPM) als Porzellanmaler angestellt. Neben seiner Tätigkeit als Porzellanmaler schuf er auch Ölgemälde und beteiligte sich mit seinen Werken an den Berliner Akademie-Ausstellungen. Im Jahr 1820 wurde Frégevize zum Professor der Preußischen Akademie der Künste (Berlin) an der Sektion für die Bildenden Künste ernannt. 1823 wurde er Ehrenmitglied der Société des Arts in Genf. 1829 ging er nach Genf zurück und 1839 nach Dessau.

„1810 stellte die KPM auf der Akademie-Ausstellung erstmals Arbeiten eines neuen, ebenso fähigen wie vielseitigen Malers vor, der souverän Phantasielandschaften, Figürliches oder Prospektdarstellungen  beherrschte. Der aus Genf stammende, gelernte Miniaturmaler Frédéric Frégevize (1770–1849), der am 1.7.1809 an die Manufaktur gekommen war, wurde 1820 zum Professor und ordentlichen Mitglied der Akademie ernannt. Seine erste topographische Ansicht dort war ‚Eine Gegend am Genfer See‘. Auch als freischaffender Ölmaler, als der er sich später vornehmlich betätigte, schuf Frégevize hauptsächlich Ansichten seiner Heimat wie aber auch reale Landschaftsdarstellungen aus Schlesien und dem Riesengebirge. Seine Porzellane sind gelegentlich signiert.“

## Werke
Im Katalog der Nationalgalerie Berlin von 1903 ist Frégevize mit zwei Werken verzeichnet. Auf Porzellanen der Königlichen Porzellan-Manufaktur Berlin findet man Schweizer Landschaftsansichten, die vom Motiv her eindeutig Frégevize zugeschrieben werden können.

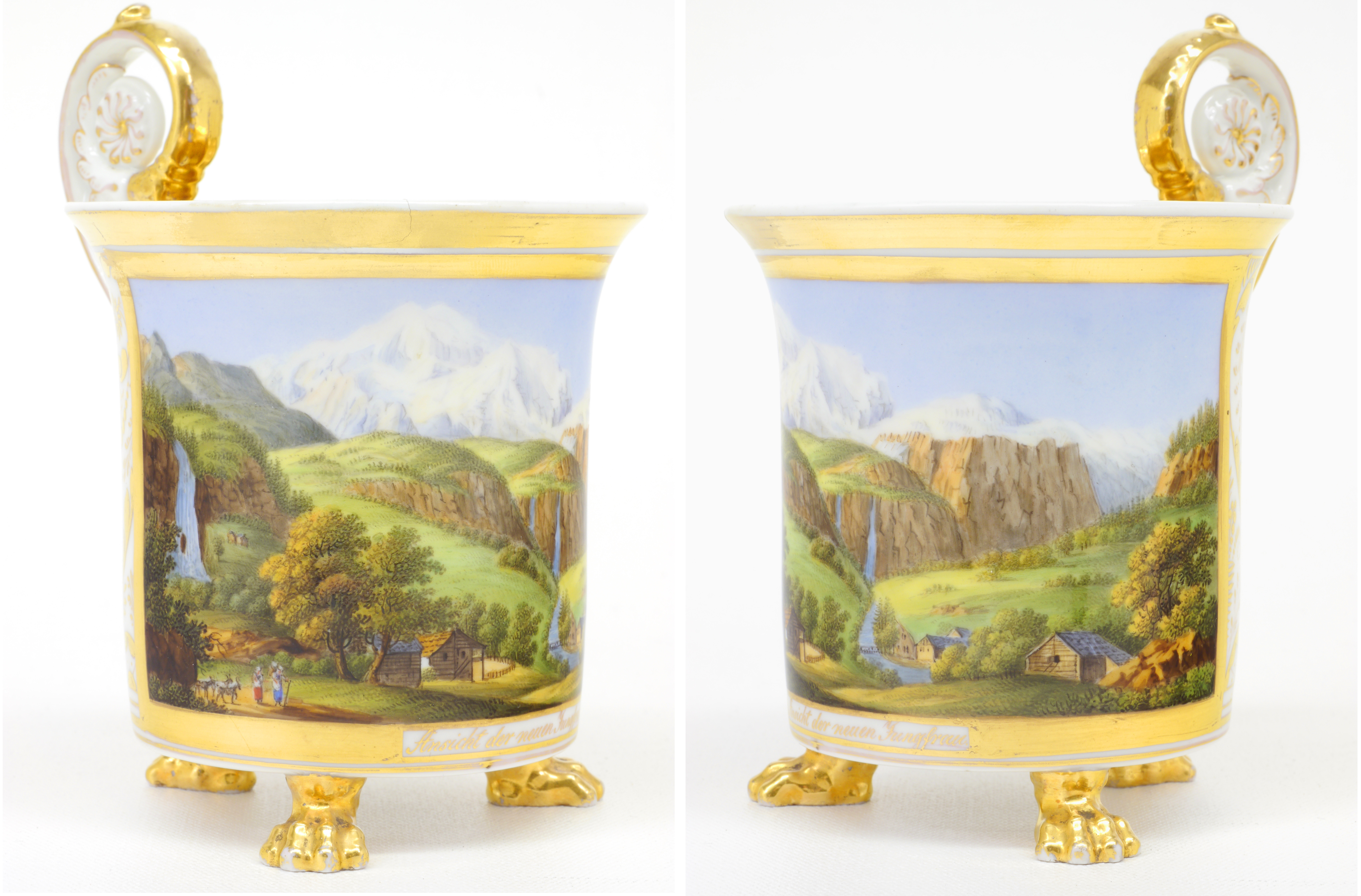
Ansicht der neuen Jungfrau, um 1820
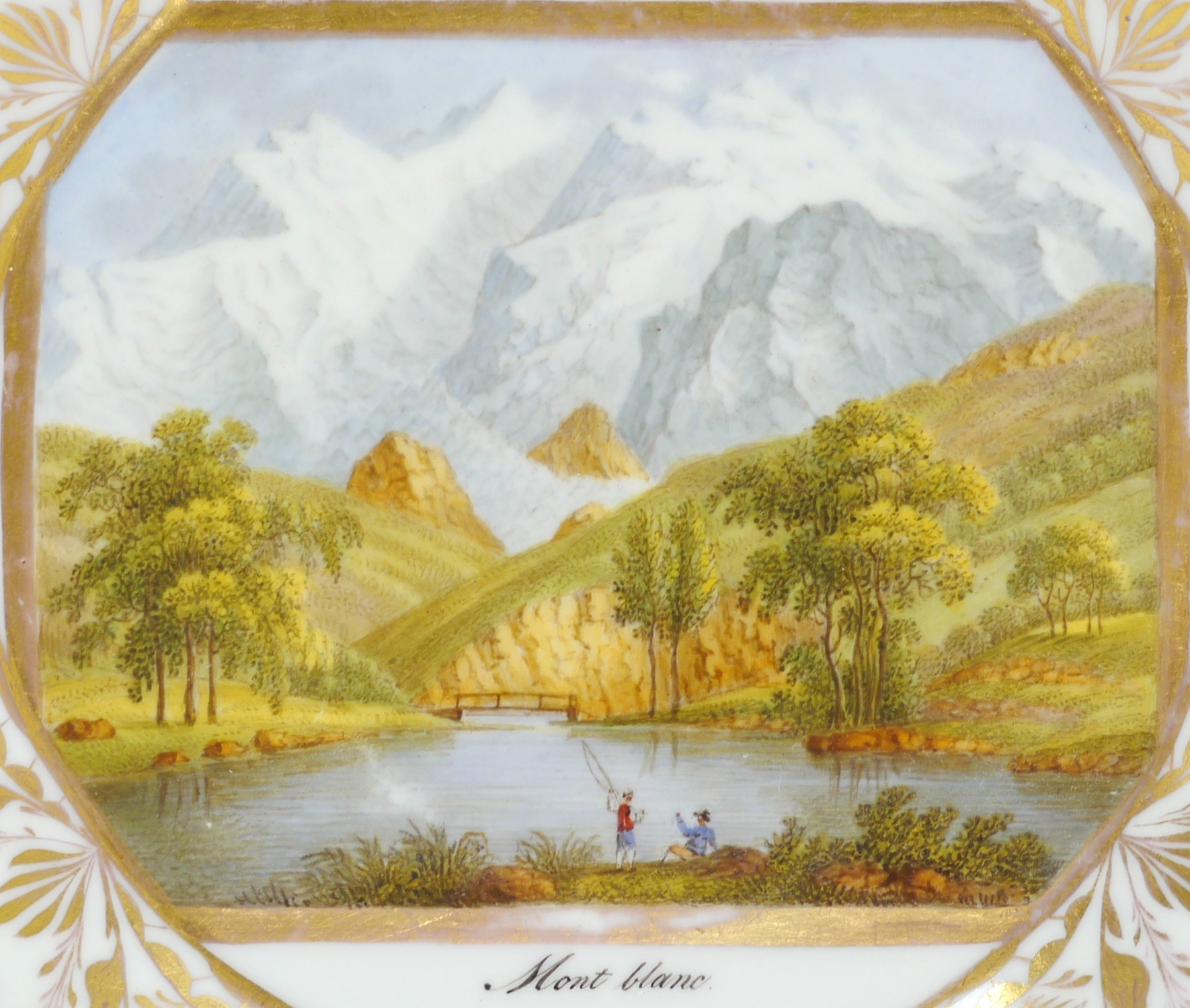
Mont Blanc, um 1820
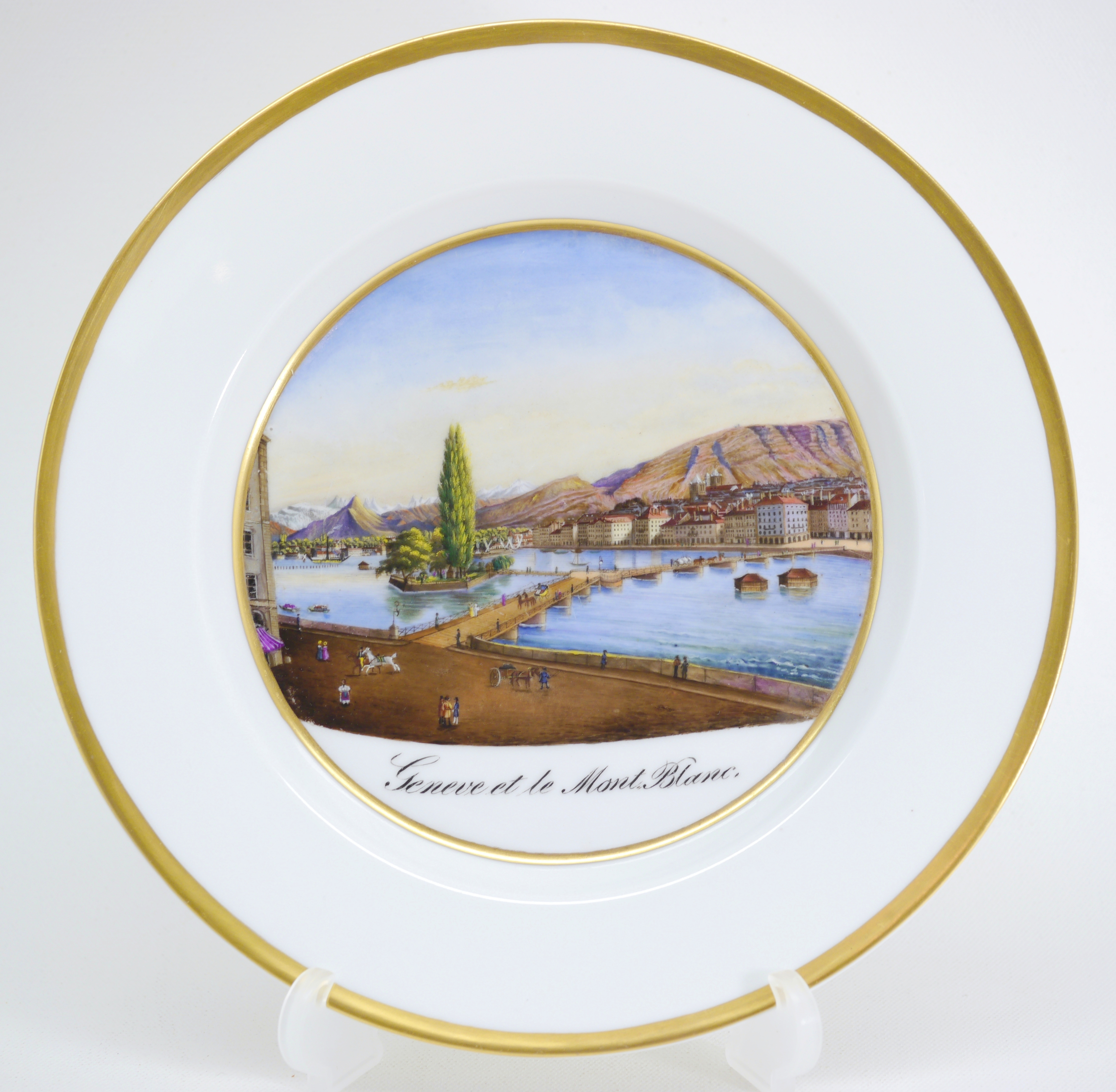
Genf und Mont Blanc, 1837–1844
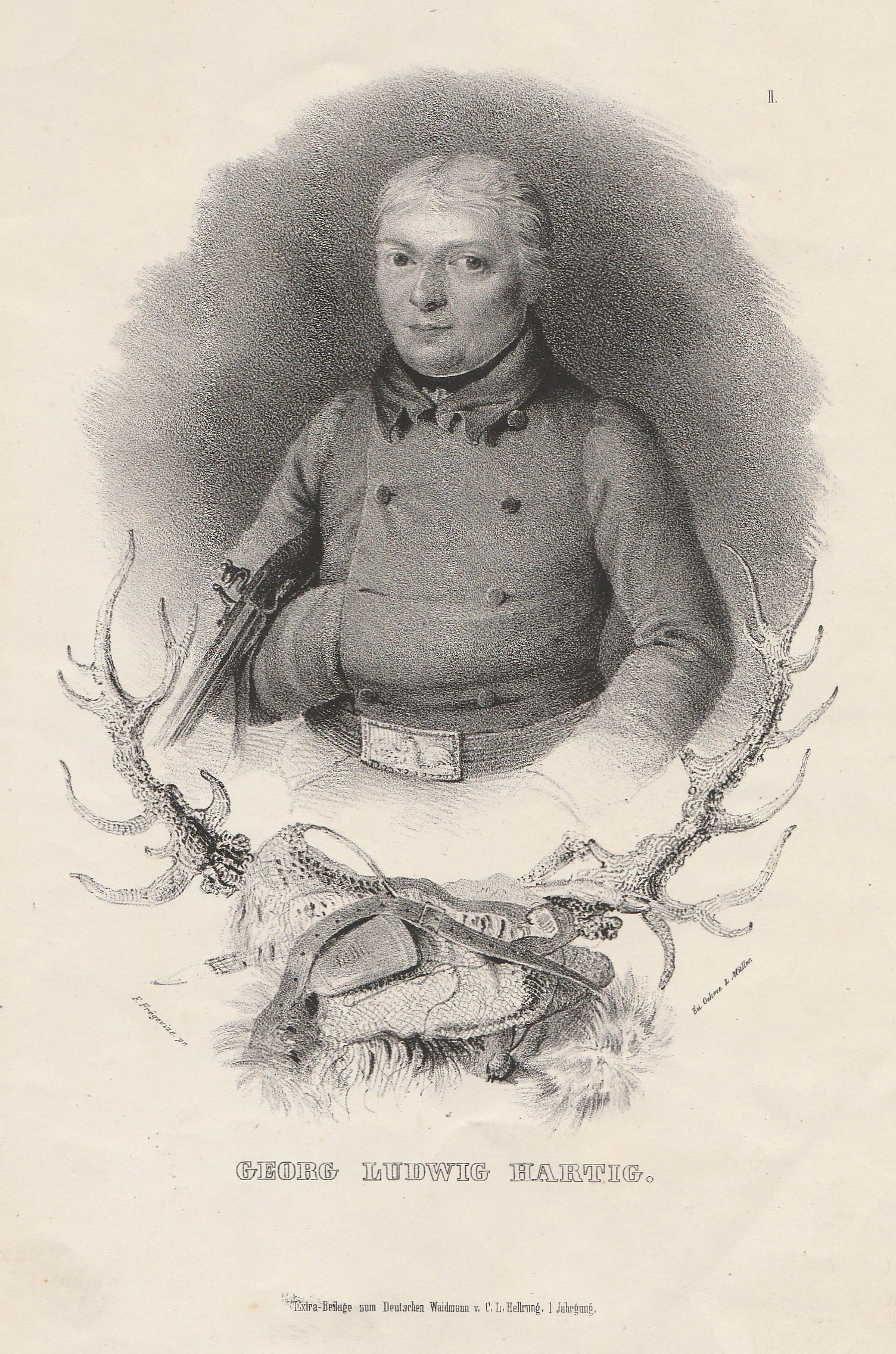
Porträt des deutschen Forstmannes Georg Ludwig Hartig